# 腸球菌
腸球菌（ちょうきゅうきん）とは、主にヒトを含む哺乳類の腸管内に存在する常在菌のうち、球菌の形態をとるものを指す。
外界で増殖しにくく、人畜の糞尿で汚染されていない限り、環境中の水や土壌にはほとんど分布していない。また、大腸菌よりも加熱や冷凍に対する耐性が強く、大腸菌群同様に汚染指標として、食品衛生法の清涼飲料水（ミネラルウォーター）基準などに用いられている。

## 概要
特定の細菌種ではなく「ランスフィールド分類のD群」に属する約20種の総称で、医学・衛生学的な分類。
健康な人間の腸内から一般的に検出され、通性嫌気性でグラム陽性の連鎖球菌であって、グルコース、マルトース、ラクトース、スクロースを分解し、60℃の加熱に30分間耐える菌が該当する。
また、カタラーゼ非生産でエスクリンの加水分解能を持ち、これを検出試験に利用する。
主な種としてエンテロコッカス属のE. faecalis、E. faecium、E. avium、E. casseliflavus、E. gallinarum、E. flavescensなどがある。

## 病原性
病原性は弱く、通常であれば害はない。ただし、免疫不全など細菌感染に対する抵抗力が低下した患者に対する日和見感染の例が知られ、場合によっては敗血症などを引き起こすおそれがある。
ここで問題となるのは、畜産で多用された抗生物質による耐性菌の存在であり、バンコマイシン耐性腸球菌:VREとして知られている。